# Valeska Gert
Valeska Gert   (Berlín, 11 de gener de 1892 - Kampen, 15 de març de 1978 ↔ 18 de març de 1978) va ser una ballarina, mímica, artista de cabaret i actriu alemanya. Va ser una artista pionera de la performance que es diu que va assentar les bases i va obrir el camí al moviment punk.

## Adolescència i carrera
Gert va néixer com a Gertrud Valesca Samosch a Berlín en una família jueva. Era la filla gran del fabricant Theodor Samosch i Augusta Rosenthal. No mostrant cap interès pels treballs acadèmics ni d'oficina, va començar a prendre classes de dansa als nou anys. Això, combinat amb el seu amor per la moda ornamentada, la va portar a una carrera en dansa i art de la performance. El 1915, va estudiar interpretació amb Aleksandër Moisiu i dansa amb Rita Sacchetto.
La Primera Guerra Mundial va tenir un efecte negatiu sobre les finances del seu pare, cosa que la va obligar a confiar en si mateixa molt més del que normalment podrien fer altres filles burgeses. A mesura que la Primera Guerra Mundial va fer furor, Gert es va unir a un grup de dansa berlinesa i va crear una dansa satírica revolucionària. Després de compromisos al "Deutsches Theatre" i al "Tribüne de Berlín", Gert va ser convidada a actuar en obres expressionistes en nits d'art mixtes dadaistes. Les seves representacions a Hiob (1918) d'Oskar Kokoschka, Transformació d'Ernst Toller (1919) i Franziska de Frank Wedekind van guanyar la seva popularitat.
A la dècada de 1920, Gert va estrenar una de les seves obres més provocatives, titulada "Pausa". Representat entre rodets als cinemes de Berlín, es pretenia cridar l'atenció sobre la inactivitat, el silenci, la serenitat i la quietud enmig de tot el moviment i el caos de la vida moderna. Va arribar a l'escenari i, literalment, només va estar allà. "Va ser tan radical només pujar a l'escenari del cinema i estar allà i no fer res", va dir Wolfgang Mueller. Gert va començar a actuar al "Kammerspiele" de Múnic. També a la dècada de 1920, les altres actuacions progressives de Gert incloïen ballar un accident de trànsit, boxar o morir. Va ser revolucionària i radical i no va deixar de sorprendre i fascinar alhora el seu públic. Quan va ballar un orgasme a Berlín el 1922, el públic va trucar a la policia.
Durant aquest temps, també va actuar al cabaret "Schall und Rauch". Durant aquest temps, Gert va llançar una gira pels seus propis balls, amb títols com Dance in Orange, Boxing, Circus, Japanese Grotesque, Death i Whore. També va col·laborar amb articles per a revistes com "Die Weltbühne" (The World Stage) i el "Berliner Tageszeitung" (Berline Daily News).
El 1923, Gert va centrar el seu treball més en la realització de pel·lícules que en actuacions en directe, actuant amb Andrews Engelmann, Arnold Korff i altres. Va actuar a Joyless Street de Georg Wilhelm Pabst el 1925, Diari d'una noia perduda el 1929 i The Threepenny Opera el 1931. A finals dels anys vint, va tornar als escenaris amb peces destacant Tontänze (Sound Dances), que explorava la relació entre moviment i so.
Gert podria ser, per torns, grotesc, intens, burleta, patètic o furiós, actuant amb una intensitat anàrquica i un temor artístic que també la va recomanar als dadaistes."The grotesque burlesque of Valeska Gert". Strangeflowers.wordpress.com. 11 gener 2010. Consultat 2 octubre 2017. Valeska Gert va analitzar els límits de les convencions socials i després va expressar amb el seu cos les idees que va obtenir de les seves anàlisis.

## Exili
El 1933, l'herència jueva de Gert va fer que fos prohibida en l'etapa nazi alemanya. El seu exili d'Alemanya la va enviar a Londres durant un temps, on va treballar tant en teatre com en cinema. A Londres, va treballar en el curtmetratge experimental Pett and Pott, que va ser la seva última pel·lícula. Mentre estava a Londres, es va casar amb un escriptor anglès, Robin Hay Anderson, fou el seu segon matrimoni.
Estats Units

El 1938 va emigrar als Estats Units, on va ser atesa per una comunitat de refugiats jueus. Va trobar feina rentant plats i fent-se passar per una model nua. Aquest mateix any, va contractar Georg Kreisler, de 17 anys, com a pianista d'assaig per continuar concentrant-se en el treball del cabaret. El 1941 havia obert el "Beggar Bar" a Nova York. Era un cabaret / restaurant ple de mobles que no coincidien. Julian Beck, Judith Malina, i Jackson Pollock van treballar per a ella. Tennessee Williams també va treballar per a ella durant poc temps com a busboy, però va ser acomiadat per negar-se a reunir els seus consells. Gert va comentar que la seva obra era "tan descuidada".
El 1944, Gert es va traslladar a Provincetown, Massachusetts, on va obrir "Valeska's". Aquí es va reunir amb Tennessee Williams. Ella li va explicar històries de contractar una nana de 70 anys anomenada Mademoiselle Pumpernickel que es posava gelosa cada vegada que Gert anava a l'escenari. Durant aquest període, va ser cridada al jutjat de Provincetown per llençar escombraries per la finestra i no haver pagat a una parella de ball. Va trucar a Williams com a testimoni del personatge, cosa que va fer amb plaer, tot i haver-lo acomiadat. Va dir a uns amics incrédulos que "simplement li agradava".
Retorn a Europa

El 1947 va tornar a Europa. Després d'estades a París i Zuric, el 1949 va anar a Blockaded Berlin, on va obrir el cabaret "Hexenküche" (Cuina de la bruixa) el 1948. Després de "Hexenküche", va obrir "Ziegenstall" (cobert de cabres) a l'illa de Sylt. Als anys seixanta, va tornar al cinema. El 1965, va tenir un paper a Julieta dels esperits de Fellini, l'èxit del qual va fer que es comercialitzés amb joves directors alemanys als anys setanta. Durant aquest període, va interpretar a la sèrie de televisió de Rainer Werner Fassbinder Eight Hours Don't Make a Day i a la pel·lícula Coup de Grâce de 1976 de Volker Schlöndorff
El 1978, Werner Herzog la va convidar a interpretar el corredor immobiliari Knock en el seu remake de la clàssica pel·lícula Nosferatu de Murnau. El contracte es va signar l'1 de març, però va morir dues setmanes després abans de començar el rodatge. El 18 de març de 1978 veïns i amics de Kampen, Alemanya, van informar que feia quatre dies que no la veien. Quan es va forçar la seva porta en presència de policies, va ser trobada morta. Es creu que va morir el 16 de març. Tenia 86 anys. El 2010, l'art de Valeska Gert es va presentar al Museu d'Art Contemporani de Berlín Hamburger Bahnhof, a l'exposició Pause. Bewegte Fragmente (Pausa. Fragments en moviment). Els comissaris Wolfgang Müller de la banda d'art punk Die Tödliche Doris (The Deadly Doris) i l'historiador de l'art An Paenhuysen van incloure un vídeo Baby mostrant a Gert actuant. El bebè havia estat desconegut fins aquest espectacle. Va ser enregistrat per Erich Mitzka el 1969.

## Filmografia muda
- 1918: Colomba (Alemanya, director: Arzén von Cserépy)
- 1925: Wood Love (Alemanya, director: Hans Neumann) - Puck
- 1925: Joyless Street (Alemanya, director: Georg Wilhelm Pabst) - Frau Greifer (sense acreditar)
- 1926: Nana (Alemanya / França, director: Jean Renoir després d'Émile Zola) - Zoe - la femme de chambre
- 1928: Alraune (Alemanya, director: Henrik Galeen, després de Hanns Heinz Ewers) - Ein Mädchen von der Gasse
- 1929: Der Tod (pel·lícula experimental) (Alemanya, director: Carl Koch ("Totentanz", part de The Baden-Baden Lesson on Consent)
- 1929: Diari d'una noia perduda (Alemanya, director: Georg Wilhelm Pabst, nach Margarete Böhme) - L'esposa del director
- 1930: Such Is Life (Takový je život) (Alemanya / Txecoslovàquia, director: Carl Junghans [de]) - Cambrera
- 1930: People on Sunday (Alemanya, director: Robert Siodmak, Rochus Gliese, Edgar G. Ulmer) - Ella mateixa

Pel·lícules sonores
- 1931: The Threepenny Opera (Alemanya, director: Georg Wilhelm Pabst) - Mrs. Peachum
- 1934: Pett and Pott (Curtmetratge, Regne Unit, director: Alberto Cavalcanti) - The Maid
- 1939: Rio (Regne Unit, director: John Brahm) - Especialitat (sense acreditar)
- 1965: Giulietta degli spiriti (Itàlia / França / Alemanya Occidental, director: Federico Fellini) - Pijma
- 1966: La Bonne dame (França, director: Pierre Philippe)
- 1973: Vuit hores no fan un dia (sèrie de televisió, episodi: "Franz und Ernst", Alemanya Occidental, director: Rainer Werner Fassbinder) - L'altra àvia
- 1975: Els captivants mariners blaus (Alemanya Occidental, director: Ulrike Ottinger) - Un vell ocell
- 1976: Coup de Grâce (Alemanya de l'Oest / França, director: Volker Schlöndorff) - Tante Praskovia (paper final de la pel·lícula)
- 1977: Just for fun, just for play - Kaleidoskop Valeska Gert (Documental, Alemanya Occidental, director: Volker Schlöndorff)

## Premis
- 1970: "Filmband in Gold" per assolir tota la vida al cinema alemany
- 2004: Homenatjat amb una estrella al Passeig de la Fama del Cabaret a Mainz